# Václav Prošek (architekt)
Václav Josef Prošek (bulharsky Вацлав Прошек, 21. srpna 1860 Beroun – 2. srpna 1913 Beroun) byl český stavební inženýr a architekt, který většinu života strávil v Bulharsku. Byl bratrem stavitele Josefa Proška a bratrancem Jiřího a Theodora Proškových, rodinného klanu stavitelů a podnikatelů v Bulharském knížectví.

## Život
Narodil se v Berouně ve středních Čechách. Studoval v letech 1879 až 1885 architekturu na české polytechnice v Praze a získal titul inženýra. 
Po studiích pak přijal v roce 1886 pozvání svých bratranců Jiřího/Georgia a Theodora/Bogdana Proška k odchodu do Bulharska. Jiří Prošek zde působil od roku 1868, účastnil se rusko-turecké války a po získání bulharské nezávislosti roku 1878 se zde stal etablovaným stavitelem a podnikatelem. Václavův bratr Josef odešel do Sofie již v roce 1878, ve stejné době, jako Theodor Prošek. 
Václav Prošek se  podílel na výstavbě řady velkých staveb v nově ustanoveném hlavním městě: mj. v letech 1886 až 1888 na výstavbě sofijského hlavního nádraží, postaveného podle projektu Václava A. Koláře. Podílel se také na plánování dvou významných sofijských mostů, Lvího a Orlího mostu, které postavila firma jeho bratranců Jiřího a Theodora, a bratra Josefa. Poté začal pracovat v Sofii v další rodinné firmě svých bratrů, pivovaru Prošek, jednoho z největších a nejmodernějších pivovarů na Balkáně. Později se s bratrem vrátili do Čech.
Václav Prošek zemřel 2. srpna 1913 v Berouně. 